# Cambaridae
Die Cambaridae sind die größte der drei Familien der (nordhemisphärischen) Flusskrebse (Astacoidea). Sie umfasst mehr als 460 Arten.

## Merkmale
Die Arten der Familie Cambaridae sind verglichen mit anderen Großkrebsen eher klein, die Gattung der Zwergflusskrebse (Cambarellus) wird selten länger als 3 bis 4 Zentimeter, die Länge der anderen Gattungen reicht bis maximal 15 Zentimeter.
Der Körper besteht aus einem Kopf-Brust-Bereich, dem Cephalothorax und einem gegliederten Hinterleib, dem Pleon. Der Vorderkörper wird von einem dicken Panzer, dem Carapax bedeckt, der vorne in einem spitzen Fortsatz, dem Rostrum endet. Die Carapaxlänge wird ohne das Rostrum gemessen und als postorbitale Carapaxlänge bezeichnet. Am Vorderkörper sitzen fünf Beinpaare (Pereiopoden), wobei das erste Beinpaar zu großen Scheren umgebildet ist. Die restlichen vier Beinpaare können ebenfalls kleine Scheren tragen und dienen als Laufbeine. An ihnen hängen die Kiemen, die der Atmung dienen. Das Hinterende der Krebse wird durch den Schwanzfächer gebildet, der aus dem Telson und den Uropoden besteht. Die Augen sind Komplexaugen, am Kopf sitzen zwei Antennenpaare.
Wichtig für die Artunterscheidung ist auch die Form der Gonopoden der Männchen, das sind die Extremitäten des ersten Hinterleibssegments.

## Verbreitung
Die Familie ist in ihrer natürlichen Verbreitung beschränkt auf den nordamerikanischen Kontinent, wo allerdings auch eine Gattung der Familie Astacidae lebt. Die meisten Arten sind in Nordamerika östlich der nordamerikanischen kontinentalen Wasserscheide beheimatet.
Einige nordamerikanische Arten der Cambaridae wurden in anderen Kontinenten eingeführt, darunter der Rote Amerikanische Sumpfkebs (Procambarus clarkii) und der Kamberkrebs (Orconectes limosus, oder Faxonius limosus). Diese invasiven Krebse verdrängen autochthone Arten nicht nur durch die Veränderung ihres Biotops, sie sind auch Überträger der Krebspest. Gegen diese Pilzerkrankung sind die nordamerikanischen Arten immun, bei anderen Arten ist sie jedoch derzeit nicht heilbar und endet mit dem Tod der befallenen Krebse. Die Krebspest hat bereits zu großen Veränderungen der Zusammensetzung der Großkrebsfauna in Europa und auf anderen Kontinenten geführt, viele Arten der dort einheimischen Krebse sind vom Aussterben bedroht.

## Lebensweise
Die Krebsarten aus der Familie Cambaridae sind omnivor, sie ernähren sich von den in der Ufernähe der Gewässer oder in Tümpeln wachsenden Wasserpflanzen und Kleinstlebewesen. Zur tierischen Nahrung gehören Schnecken, Stechmücken-, Köcherfliegen- und Eintagsfliegenlarven sowie Flohkrebse. Größere Wasserpflanzen dienen nur bei Mangel an anderer Nahrung der Ernährung der Krebse, an pflanzlicher Kost werden Detritus und Algen bevorzugt.

## Systematik
Die Familie Cambaridae wurde 1942 von Horton H. Hobbs Jr. etabliert, um alle ursprünglich der Gattung Cambarus zugerechneten Arten, die in viele Gattungen aufgespalten worden war, auf einer höheren systematischen Ebene wieder zusammenzufassen.
Die Familie wurde in den meisten genetischen Studien im Kern als monophyletische Einheit bestätigt. Allerdings erwiesen sich die artenreichen Gattungen Cambarus und Procambarus in ihrer gegenwärtigen Umschreibung als nicht monophyletisch, sie müssen in künftigen taxonomischen Überarbeitungen aufgespalten werden. Problematisch war lange Zeit die Stellung der ostasiatischen Gattung Cambaroides, die lange Zeit, in einer eigenen Unterfamilie, in die Cambaridae mit einbezogen worden war. In verschiedenen Studien wurde dadurch die Familie nicht monophyletisch. Die Verwandtschaftsverhältnisse von Cambaroides differierten zwischen verschiedenen Untersuchungen stark, inzwischen gilt es als wahrscheinlicher, dass sie näher mit der Familie Astacidae verwandt ist. Cambaroides wird deshalb heute nicht mehr in die Cambaridae mit einbezogen, sondern in eine eigene Familie gestellt.

## Gattungen
Die Gattung Procambarus ist mit mehr als 167 Arten die größte der Familie, die Gattung Cambarus umfasst noch 118 Arten. Die Gattung Cambarellus wird teilweise als Unterfamilie Cambarellinae von den anderen Gattungen unterschieden, die in der Unterfamilie Cambarinae zusammengefasst wurden. Diese Sonderstellung ist allerdings nach den genetischen Daten nicht gerechtfertigt.
Gattungen, mit Artenzahlen und ausgewählten Arten:
- Barbicambarus. Zwei Arten.
- Bouchardina. Einzige Art Bouchardina robisoni
- Cambarellus. 19 Arten.
  - Gestreifter Zwergflusskrebs (Cambarellus patzcuarensis, selten irrtümlich auch Cambarellus pazcuarensis)
  - Louisiana-Zwergflusskrebs (Cambarellus shufeldti)
  - Montezuma-Zwergflusskrebs (Cambarellus montezumae)
- Cambarus. 118 Arten.
- Creaserinus. Neun Arten. (alternativ als Untergattung von Fallicambarus aufgefasst).
- Distocambarus. Fünf Arten.
- Fallicambarus. Zwölf Arten.
- Faxonella. Vier Arten.
- Faxonius. 88 Arten. (alternativ als Untergattung von Orconectes aufgefasst).
  - Kalikokrebs (Faxonius immunis, oder Orconectes immunis)
  - Kamberkrebs (Faxonius limosus, oder Orconectes limosus)
  - Viril-Flusskrebs (Faxonius virilis, oder Orconectes virilis)
- Hobbseus. Sieben Arten.
- Orconectes. Sieben Arten.
- Procambarus. 167 Arten.
  - Roter Amerikanischer Sumpfkrebs (Procambarus clarkii)
  - Blauer Floridakrebs (Procambarus alleni)
- Troglocambarus
  - Troglocambarus maclanei (einzige Art der Gattung, Höhlenbewohner)